# バルセロナ大学
バルセロナ大学（バルセロナだいがく、カタルーニャ語: Universitat de Barcelona: IPA: [uniβərsiˈtat də βərsəˈɫonə]、スペイン語: Universidad de Barcelona）は、スペイン・カタルーニャ州バルセロナにある公立大学。略称はUB。
75の学部プログラム、353の修士課程プログラム、96の博士課程プログラムを提供している。学生数は約63,000人。附属図書館は200万点以上を収蔵している。ヨーロッパ最古の中世大学に位置づけられ、スペインの頂点に君臨する大学である。

## 歴史

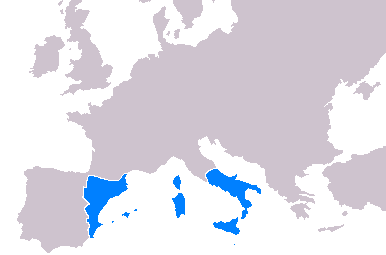
大学が創設された15世紀中頃のアラゴン連合王国の版図

1398年、アラゴン王マルティン1世から、新しい大学を設立する許可をローマ教皇に求める動議がバルセロナの100人評議会に提出されたが、評議会は管轄区域への越権行為として動議を退けた。そこで、マルティン1世は王の大権を用いて、1401年にバルセロナ大学の前身となる医学校を設立し、モンペリエ大学と同じ特権を与えた。翌1402年には、リベラル・アーツ分野からの教員を多数任命した。結果的に、バルセロナ大学は、アラゴン＝カタルーニャ連合王国が最大版図にあった1450年、アラゴン王アルフォンソ5世によって、医学校が100人評議会の承認を受ける形で正式に創立された。しかし、フアン2世 (アラゴン王)治世下での内戦や度重なる衝突によって、バルセロナ大学の発展はフェルナンド2世 (アラゴン王)の治世を待たなければならなかった。スペイン・ハプスブルク朝時代の1536年には、新校舎も建設され、大学内部の激しい対立や財政難を乗り越えて、傑出した大学教授たちによる数々の功績が打ち立てられた。
しかし、スペイン継承戦争後の1714年、バルセロナ大学は哲学部や法学部、教会法学部等のサルベラへの移転を命じられ、医学部や人文学部はかろうじてバルセロナに残ったものの、事実上、スペイン・ブルボン朝によって閉鎖されることになった。この閉鎖は半島戦争（スペイン独立戦争）中の1837年まで続いた。1837年、サルベラに移転してサルベラ大学と命名されていた元々の大学組織が、バルセロナに帰還する形を取って、イサベル2世の時代にバルセロナ大学が復活した。カルメル修道会の建物には教会法学部・法学部・神学部が入り、サン・パウ病院に隣接する王立医学アカデミーに医学部が入った。
1952年にはラス・コルツ区パドラルベス地区の大学街化が開始され、1956年には薬学部の建物が、1958年に法学部の建物が、1961年に経営学部の建物が、1957年から1968年に経済学部の建物が完成した。今日のこの地区はパドラルベス・キャンパスとして知られている。フランコ体制下末期までバルセロナ大学はカタルーニャ地方唯一の大学だったが、1968年にはカタルーニャ地方2番目の大学として公立のバルセロナ自治大学が設立され、1971年には同じく公立のカタルーニャ工科大学が設立された。2006年には地理学・歴史学部と哲学部がパドラルベス・キャンパスから中心市街地に移転した。

## 評価
2021年のURAP世界大学ランキングでは、世界第60位とされ、スペインでは第1位だった。2020年のQS世界大学ランキングでは、世界第165位とされ、スペインでは第1位だった。2021年のUSニューズ&ワールド・レポートによる大学ランキングでは、世界第90位とされ、スペインでは第1位だった。2021年の世界大学学術ランキングでは、世界第151～200位とされ、スペインでは第1位だった。2021年のTHE世界大学ランキングでは、世界第198位だった。同じくスペインのマドリード・コンプルテンセ大学や、イタリアのボローニャ大学、ローマ・ラ・サピエンツァ大学等と並び、南欧屈指の名門総合大学である。

## 大学間連携
ヨーロッパ研究大学連盟、コインブラ・グループ、ヨーロッパ大学協会、地中海大学連合、国際研究型大学ネットワーク、ビベス大学ネットワークに加盟している。特に、ヨーロッパで最も優れた23大学のみが加盟しているヨーロッパ研究大学連盟の一員であることが特筆される。
日本の大学とは、京都大学、北海道大学、名古屋大学、筑波大学、神戸大学、早稲田大学、法政大学、桃山学院大学と学術協定等を締結している。

## 学部・付属機関

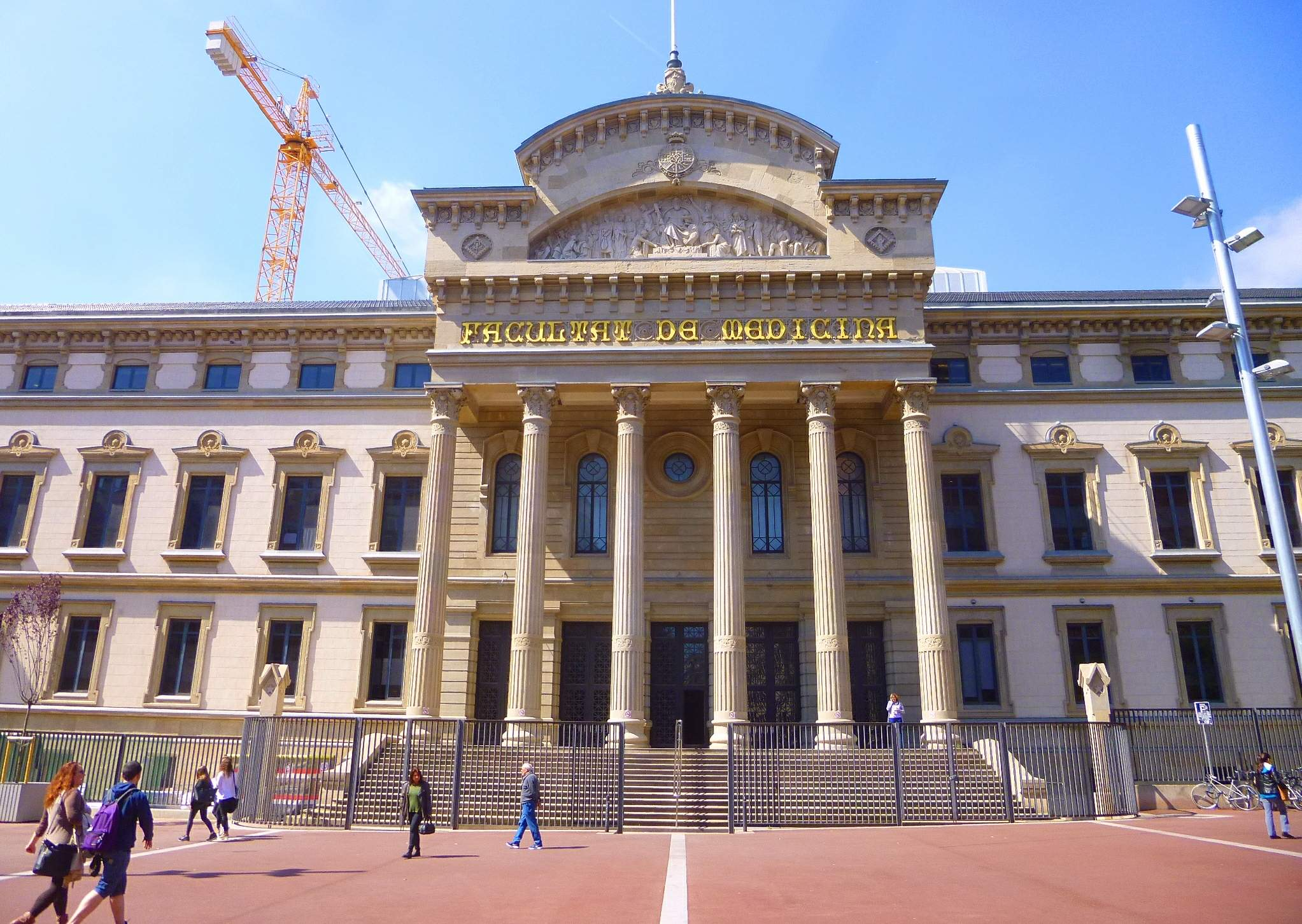

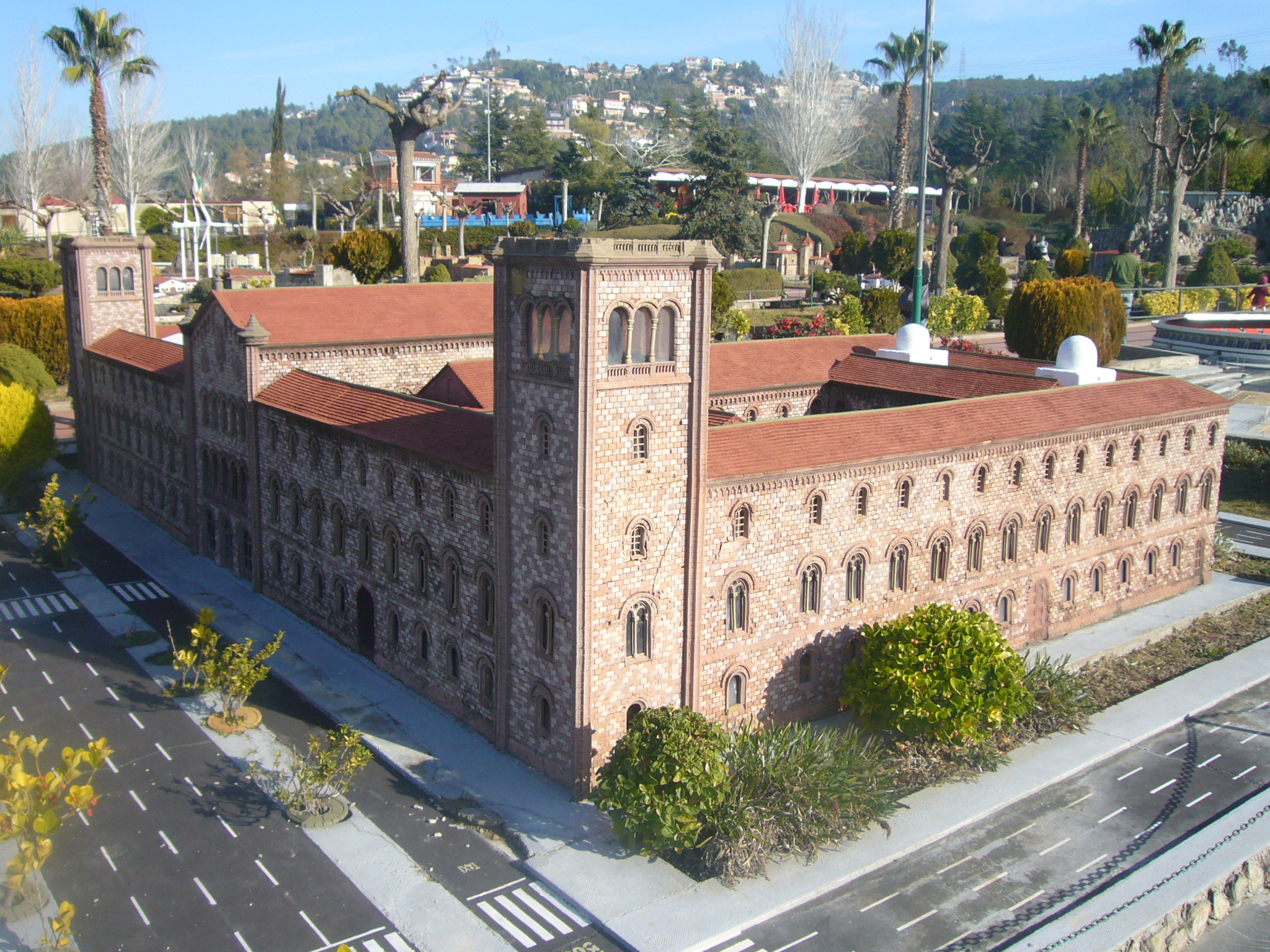

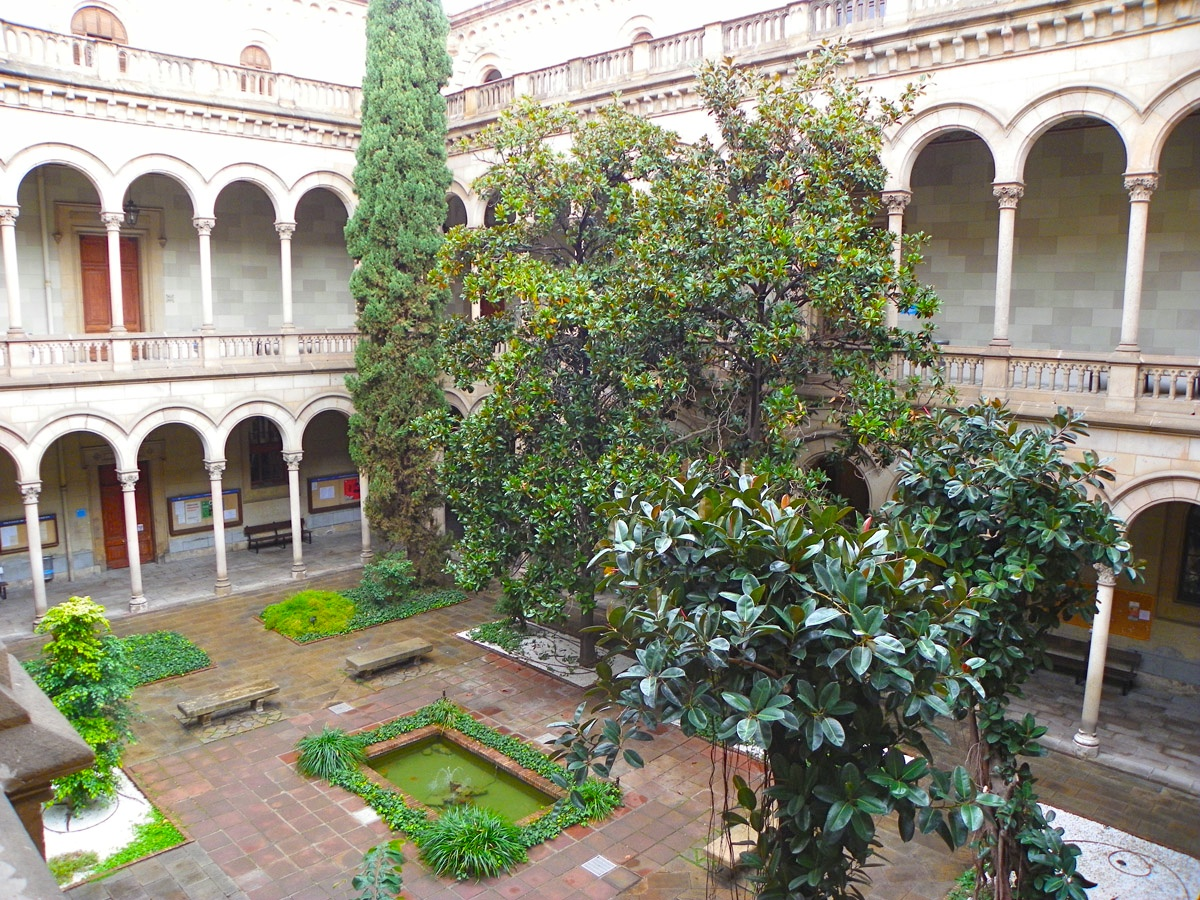

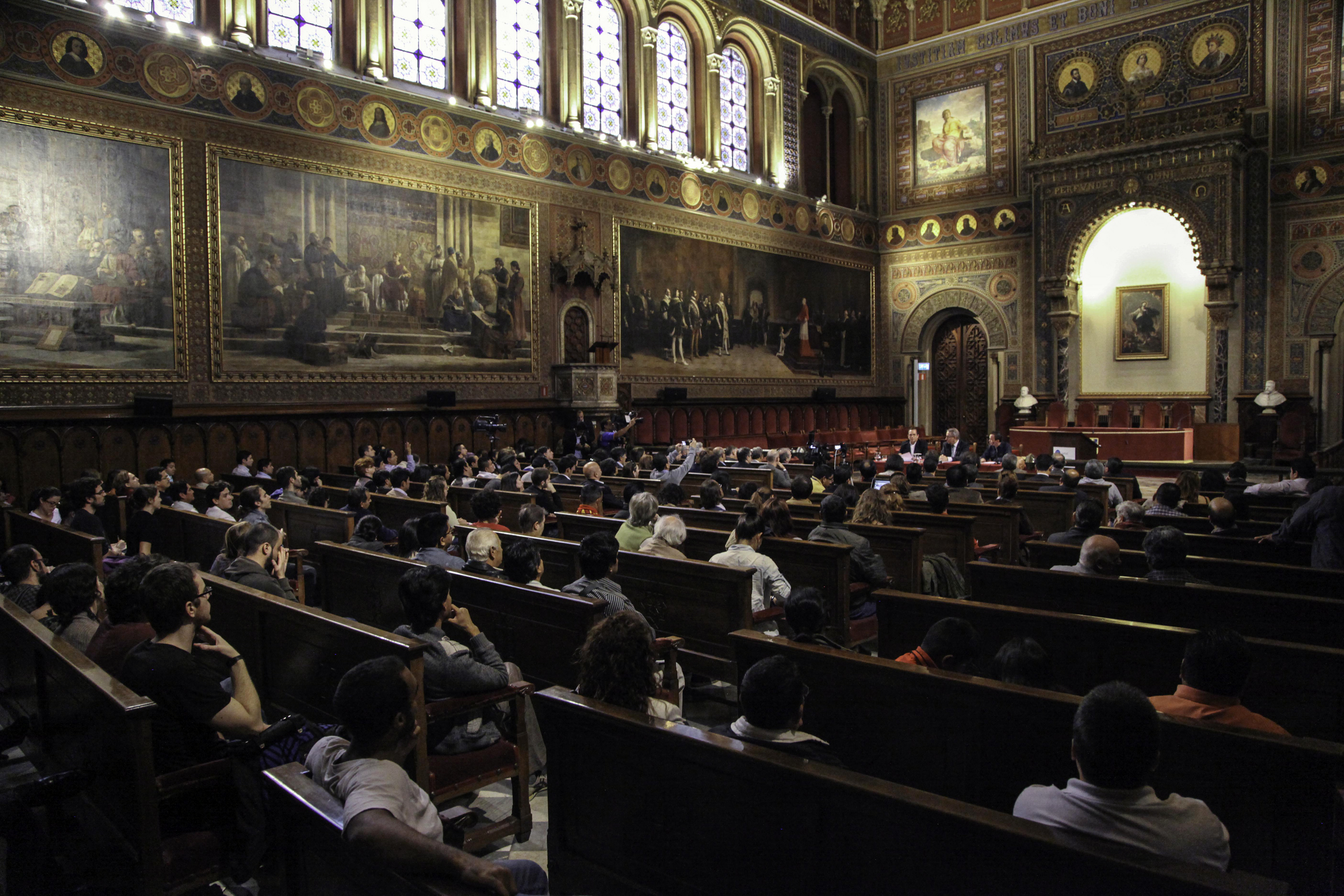

### 学部
- 芸術部
- 図書館情報学部
- 生物学部
- 経済学・経営学部
- 法学部
- 薬学部
- 文献学部
- 哲学部
- 物理学部
- 教員養成学部
- 地理学・歴史学部
- 地質学部
- 数学部
- 医学部
- 歯学部
- 教育学部
- 心理学部
- 化学部

### その他機関
- 教育科学研究所
- 医学校
- バルセロナ国際研究所
- 映画・視聴覚高等研究センター
- 広報高等研究センター
- 国立体育研究所
- 新相互技術学校
- 看護大学校
- 観光学大学校
- カタルーニャ公安研究所

## 関係者（出身者・教員）
- カルロス・マヌエル・デ・セスペデス(1819-1874) : 「キューバの国父」
- リュイス・ドメネク・イ・ムンタネー(1850-1923) : 建築家「アントニ・ガウディのライバル」
- サンティアゴ・ラモン・イ・カハール(1852-1934) : 神経解剖学者「ノーベル生理学・医学賞受賞」
- サビノ・アラナ(1865-1893) : バスク民族主義者「バスク民族主義の父」
- アントニオ・ルナ(1866-1899) : フィリピンの軍人
- ジュゼップ・プッチ・イ・カダファルク(1867-1956) : 建築家
- ホセ・コマス・ソラ(1868-1937) : 天文学者
- プンペウ・ファブラ(1868-1948) : 言語学者
- ジュゼップ・マリア・ジュジョール(1879-1949) : 建築家
- リュイス・クンパニィス(1882-1940) : カタルーニャ自治政府首相
- エステバン・テラダス・イ・イリャ(1883-1950) : 数学者、工学者
- ハビエル・スビリ(1898-1983) : 哲学者
- ダマソ・アロンソ(1898-1990) : 文献学者、詩人
- クレウ・カサス(1913-2007) : 生物学者、植物学者
- ラモン・マルガレフ(1919-2004) : 生物学者
- ジョルディ・サバテール・ピ(1922-2009)：霊長類学者
- ジュアン・ウロー(1923-2004) : 生化学者
- マリア・アスンシオー・カタラー・イ・ポッチ(1925-2009) : 天文学者、数学者
- カルミナ・ビルジリ(1927-2014) : 地質学者
- ヨゼフ・ピタウ(1928-2014) : カトリック教会大司教、上智大学学長
- ジュゼプ・メストレス・クアドレニ(1929-) : 作曲家
- ジョルディ・プジョール(1930-) : カタルーニャ自治政府首相
- フアン・ゴイティソーロ(1931-2017) : 小説家
- グドベルグー・ベルグッソン(1932-) : アイスランドの作家
- マリア・アンジャルス・カルドナ(1940-1991) : 生物学者
- オラシオ・カペル(1941-) : 地理学者
- パスクアル・マラガイ（英語版）(1941-) : カタルーニャ自治政府首相
- マニュエル・カステル(1942-)：社会学者、元大学大臣
- マリア・ドロールス・ガルシア・ラモン(1943-) : 地理学者「ジャンダー地理学先駆者」
- ナルシス・セラ（英語版）(1943-) : バルセロナ市長、スペイン政府副首相
- 荻内勝之(1943-)：スペイン文学者、翻訳家
- フェルナンド・オカリス・ブラーニャ(1944-) : 司祭
- ホセ・カレーラス(1946-) : オペラ歌手「三大テノール」
- ニール・ドライスデール(1947-) : アメリカ合衆国の競馬調教師
- ベルナルド・アチャーガ(1951-) : バスク語作家
- 田澤耕(1953-) : カタルーニャ語学者、法政大学教授、元バルセロナ大学主任講師
- ホセ・モンティージャ(1955-) : カタルーニャ自治政府首相
- マルガリータ・ロブレス(1956-) : ペドロ・サンチェス内閣国防大臣兼外務大臣
- アルトゥール・マス(1956-) : カタルーニャ自治政府首相
- ハビエル・ランバン(1957-)：アラゴン州首相
- イザベル・コイシェ(1962-) : 映画監督
- ジョアン・ラポルタ(1962-) : FCバルセロナ会長
- サルバドール・イジャ(1966-)：カタルーニャ自治政府首相
- ジュディット・マスコ(1969-) : モデル、女優
- ウリオル・ジュンケラス(1969-) : 歴史学者、政治家
- ジョゼップ・クラロス(1969-) : バスケットボール指導者
- カルマ・チャコン(1971-2017) : ロドリゲス・サパテロ内閣国防大臣（女性初の国防大臣）
- ジョゼップ・グアルディオラ(1971-)：FCバルセロナの元監督「UEFAチャンピオンズリーグ三度制覇」
- フランシーナ・アルメンゴル(1971-)：スペイン下院議長
- ソン・ミナ(1972-)：韓国のジャーナリスト、元KBSアナウンサー
- アダ・クラウ・バリャーヌ(1974-) : 社会運動家、政治家、バルセロナ市長
- 宮下洋一(1976-)：ノンフィクション作家、ジャーナリスト
- パウ・ガソル(1980-) - プロバスケットボール選手「NBAファイナル二度制覇」
- ジョルディ・フェルナンデス(1982-) : バスケットボール指導者
- アンジェルス・グラゴリ(1985-) : 詩人
- ミレイア・ララグナ(1992-)：女優、モデル「ミス・ワールド優勝」
- バッド・ジャル(1997-)：シンガーソングライター、モデル